# Miedum
Miedum est un village de la commune néerlandaise de Leeuwarden, dans la province de Frise.

## Géographie
Situé au nord de la ville de Leeuwarden, Miedum est limité à l'ouest par le Dokkumer Ie.

## Histoire
Miedum fait partie de la commune de Leeuwarderadeel avant le 1er janvier 1944, puis de celle de Leeuwarden.

## Démographie
Le 1er janvier 2018, le village comptait 55 habitants.